# Junobrunnen (Stuttgart)

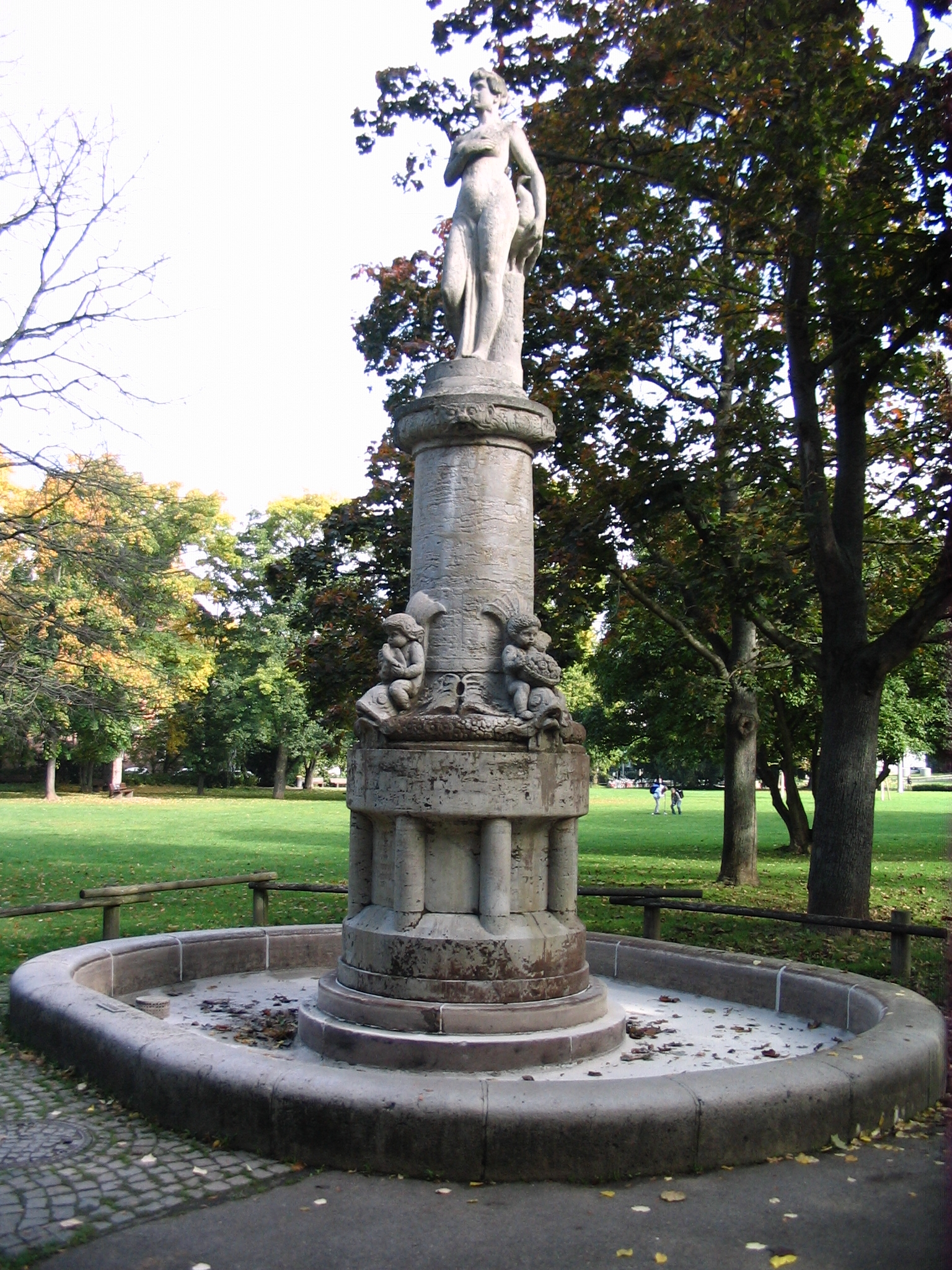
Der Junobrunnen in Stuttgart-Bad Cannstatt

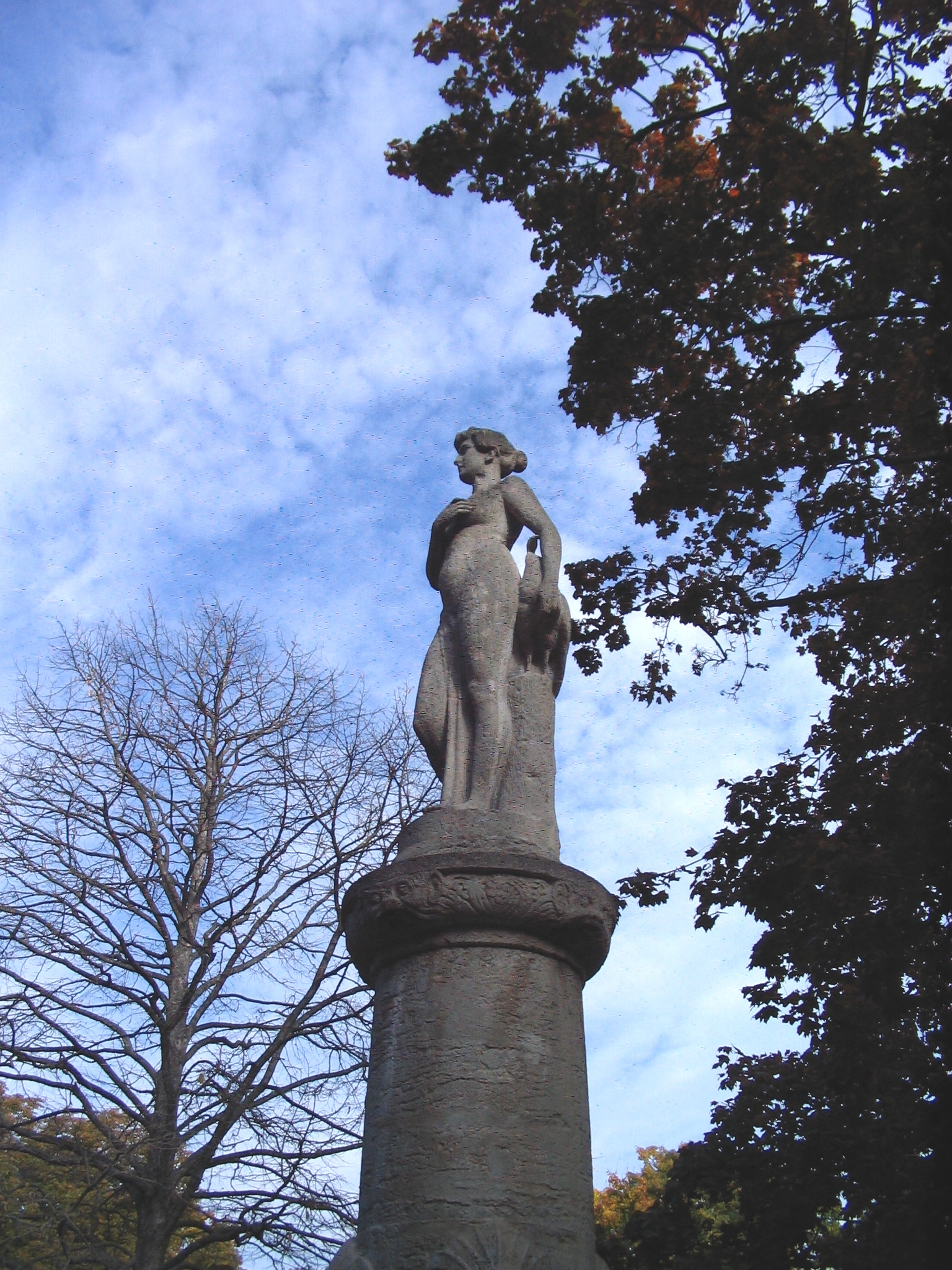
Die Juno-Figur des Brunnens

Der Junobrunnen ist ein Brunnen in den Kursaalanlagen in Stuttgart-Bad Cannstatt. Er wurde 1910 von dem Bildhauer Emil Kiemlen (1869–1956) im neoklassizistischen Stil gestaltet und durch den Stuttgarter Steinbildhauer Willi Schönfeld ausgeführt.

## Geschichte
Der in Cannstatt geborene Bildhauer Emil Kiemlen (1869–1956) wollte zur Vereinigung seiner Heimatstadt mit Stuttgart im Jahr 1905 einen persönlichen Beitrag zur Verschönerung des Stadtbildes leisten. Aus diesem Anlass schuf er den Junobrunnen, der 1910 in den Kursaalanlagen am Königsplatz nahe der Nauheimer Straße in Stuttgart-Bad Cannstatt errichtet wurde. Die Stadt Stuttgart hatte zuvor die Sanierung der Cannstatter Kuranlagen und des Kursaals finanziert. 
„Nach der Vereinigung der Städte Cannstatt und Stuttgart sollte Juno, die römische Göttin der Ehe, symbolisch dafür sorgen, dass die nunmehr »verheirateten« Städte in Frieden und Eintracht miteinander leben.“
Im Jahr 2000 wurde der Junobrunnen grundlegend saniert. Unterhalt und Betrieb werden von der Stadt Stuttgart, der Stiftung Stuttgarter Brünnele und sogenannten Brunnen-Paten finanziert. Er ist von Mitte Mai bis Mitte September in Betrieb.

## Aussehen
Der neoklassizistische Brunnen zeigt auf einer Säule die fast nackte römische Göttin Juno mit einem Pfau. Unter ihr befinden sich vier Delfine, auf denen jeweils eine Kindergestalt (Putten) reitet. Die Mäuler der Delfine dienen als Wasserspeier, die Kinder halten eine Meeresschnecke, eine Getreidegarbe, einen Obstkorb und Weintrauben in den Händen. Den Fuß der Säule umgibt das kreisrunde Brunnenbecken.
Das Säulenpostament trägt die Inschrift: „Errichtet vom VerschönerungsVerein Cannstatt 1910 / fec. E. Kiemlen“.

## Symbolik
Der Brunnen ist ein Symbol für den Zusammenschluss von Stuttgart und Cannstatt. In der römischen Mythologie ist Juno die Göttin der Geburt und der Ehe, der Pfau steht für Schönheit. Beides ist ein klarer Bezug zur Vereinigung der beiden Städte im Jahr 1905 sowie dem Wunsch des Künstlers, das Stadtbild zu verschönern.
Delfine sind in der griechischen Mythologie der Göttin der Fruchtbarkeit Demeter zugeordnet. Entsprechend sind die auf ihnen reitenden Kinder Allegorien für Fischfang (Meeresschnecke), Gartenbau (Getreidegarbe), Obstbau (Obstkorb) und Weinbau (Weintrauben).

## Detailfotos

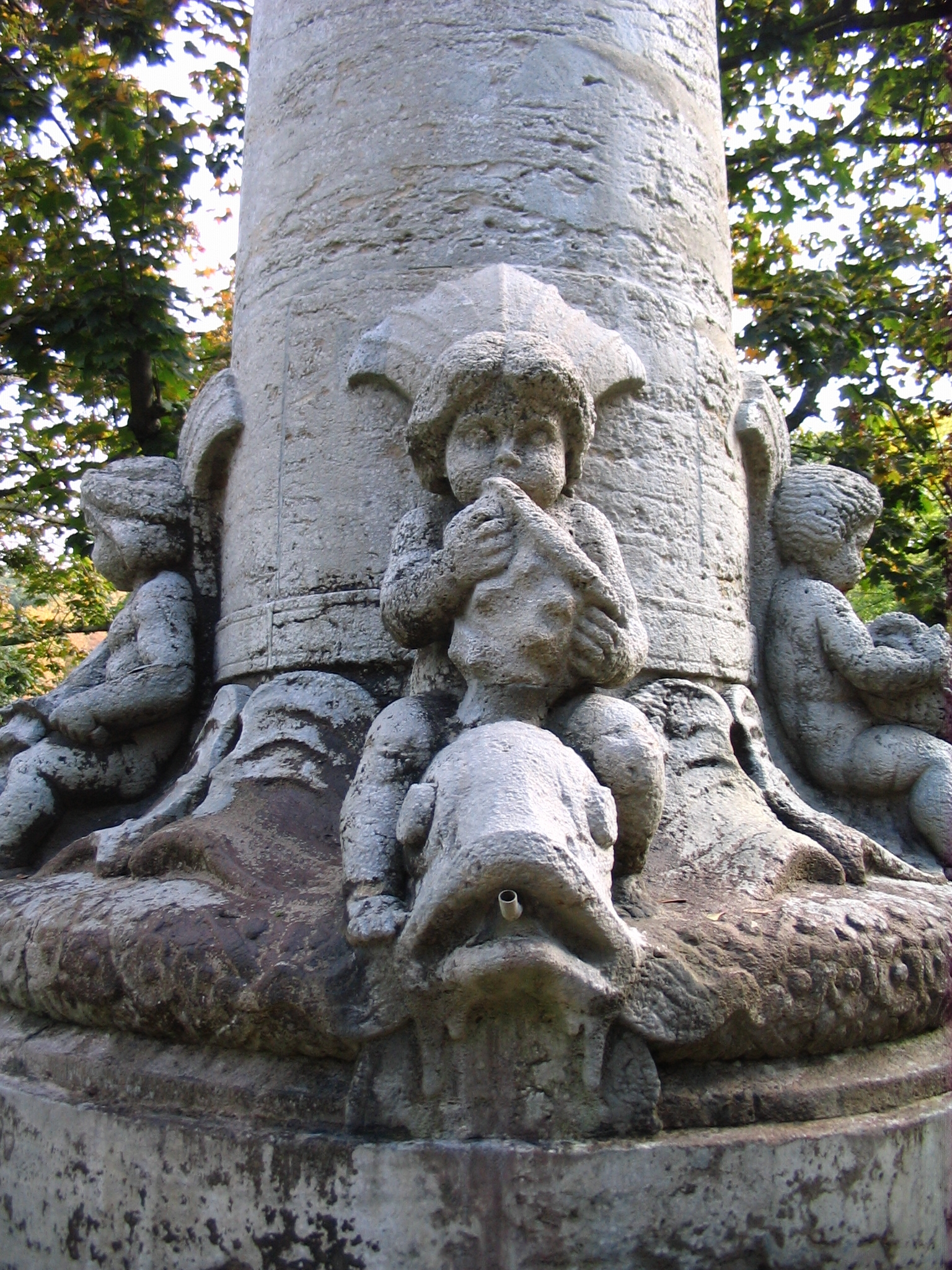
Allegorie des Fischfangs
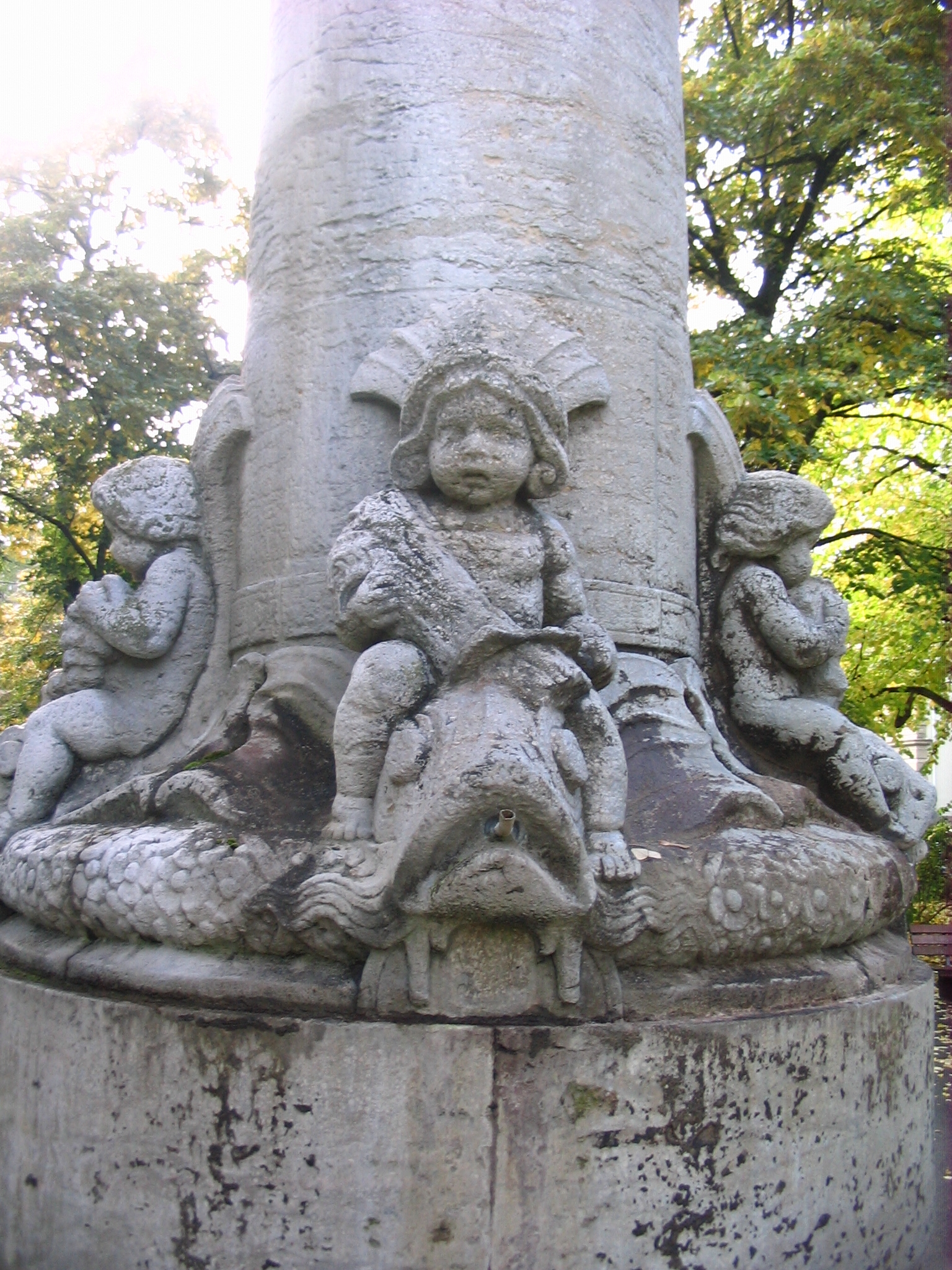
Allegorie des Gartenbaus
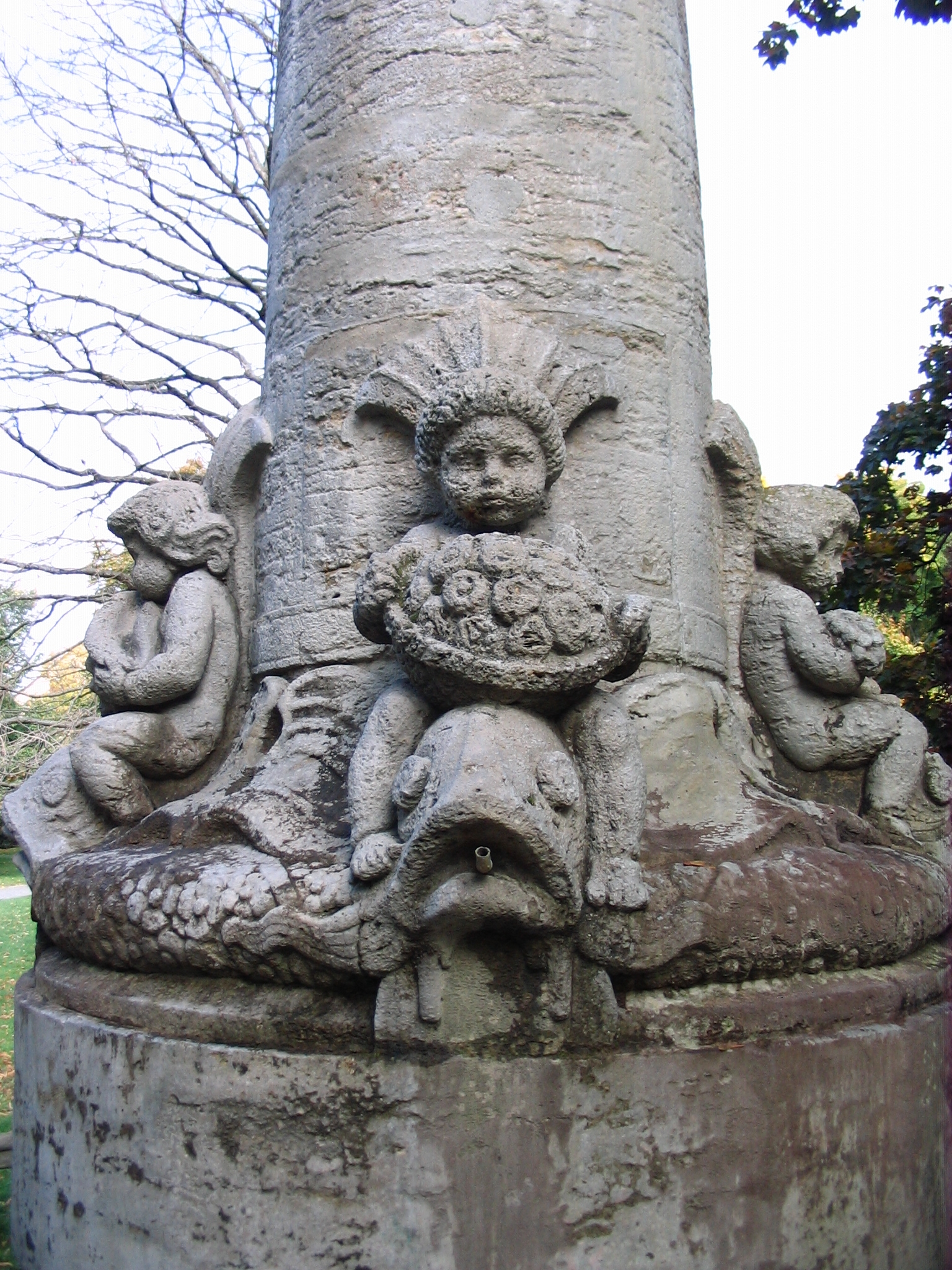
Allegorie des Obstbaus
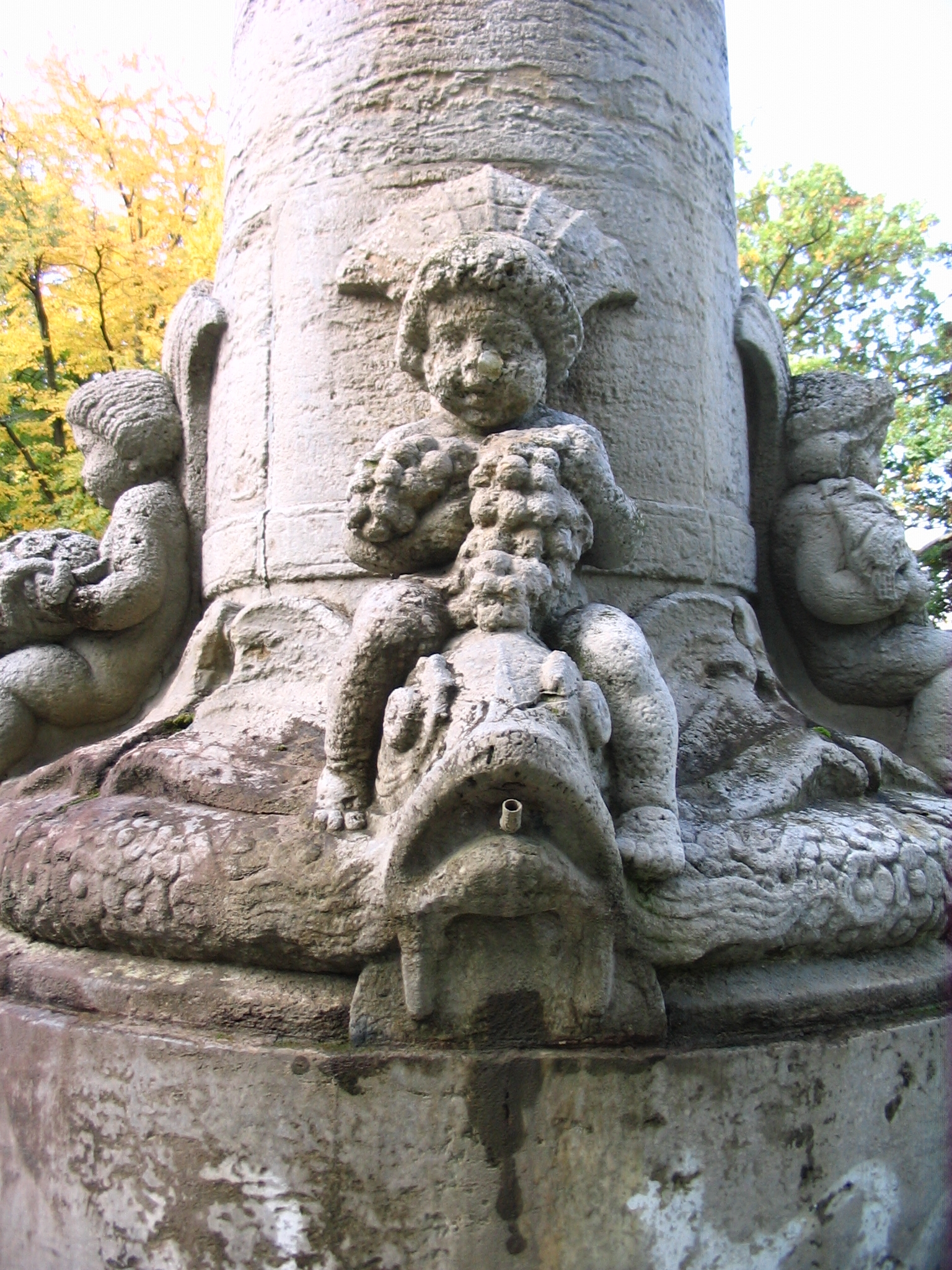
Allegorie des Weinbaus